# 1975 en aéronautique
Chronologie de l'aéronautique
- 1971
- 1972
- 1973
- 1974
- 1975
- 1976
- 1977
- 1978
- 1979

Cet article présente les faits marquants de l'année 1975 en aéronautique.

## Événements

### Janvier

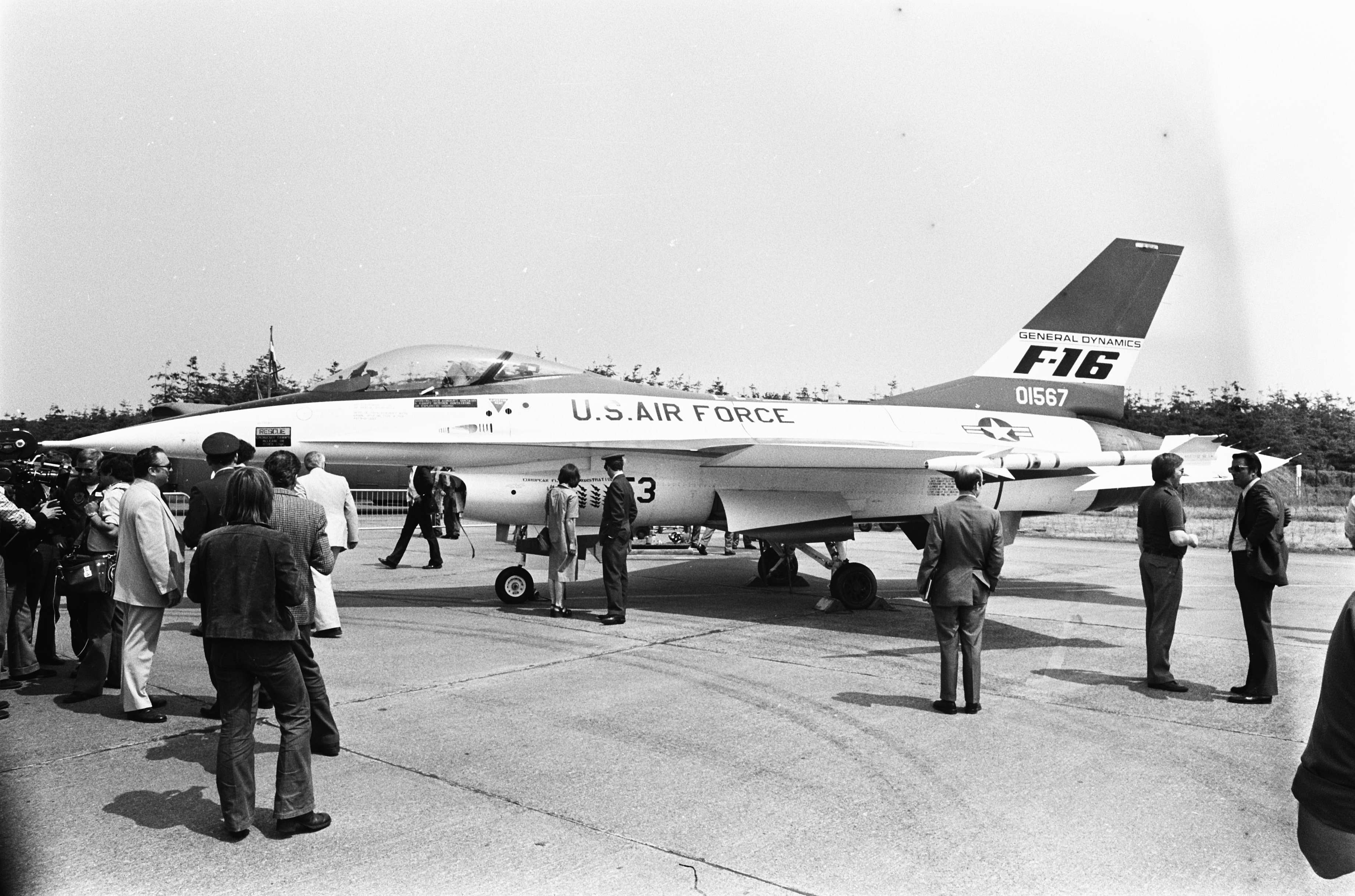
Le YF-16 en juin 1975 aux Pays-Bas;

- Les premiers SEPECAT Jaguar de l'armée de l'air française devienne opérationnels.  Au sein des escadrons 1/7 Provence et 3/7 Languedoc.
- 14 janvier : le General Dynamics F-16 Fighting Falcon est déclaré vainqueur de la compétition l'opposant au Northrop YF-17 Cobra dans le cadre du Programme Light Weight Fighter.
- 24 janvier : premier vol de l'hélicoptère français Aerospatiale SA 365C Dauphin 2.

### Février
- 22 février : premier vol de l'avion de soutien aérien rapproché russe Soukhoï Su-25.
- 26 février : Premier vol de l'avion de transport léger Cessna 404 Titan depuis l'aéroport de Wichita.

### Avril
- 1er avril : création de la Force aérienne de la république de Singapour.
- 4 avril : Accident de Tan Son Nhut, un Lockheed C-5 Galaxy évacuant des familles américaines et des orphelins vietnamiens s'écrase près de Saïgon ; un minimum de 138 personnes périssent, il y 176 survivants[1],[2].

### Mai
- 30 mai : création de l'Agence spatiale européenne (ESA).

### Juin
- 3 juin : premier vol de l'avion de combat japonais Mitsubishi F-1.
- 8 juin : lancement de la sonde interplanétaire soviétique Venera 9 destinée à se satelliser autour de Vénus et y déposer une sonde.
- 2 juin : un nouveau record de vitesse féminin est établi à 2 683,45 km/h par la soviétique Svetlana Savitskaya aux commandes d'un Mikoyan Ye-133 version modifiée d'un Mikoyan-Gourevitch MiG-25[3].

### Juillet
- 1er juillet : premier vol de l'avion d'entraînement finlandais Valmet L-70 Vinka.
- 15-25 juillet : premier rendez-vous spatial entre la mission américaine Apollo et la mission soviétique Soyouz baptisé Apollo-Soyouz Test Project.

### Août
- 3 août : crash d'un Boeing 707 de Royal Jordanian Airlines près d'Agadir, l'accident fait 188 morts.
- 20 août : lancement de la sonde interplanétaire américaine Viking 1 à destination de Mars.
- 26 août : premier vol de l'avion de transport McDonnell Douglas YC-15 précurseur du C-17 Globemaster III.

### Septembre
- 1er septembre : le Concorde britannique G-BOAC effectue quatre traversées de l'océan Atlantique dans la même journée.
- 16 septembre : premier vol de l'intercepteur soviétique Mikoyan-Gurevich MiG-31 Foxhound.
- 30 septembre : premier vol de l'hélicoptère de combat américain AH-64 Apache.

### Octobre
- 1er octobre : premier vol de l’hélicoptère de combat américain Bell YAH-63 (en) dans le cadre du programme Advanced Attack Helicopter.

### Novembre
- 1er novembre : prise en compte du troisième avion de commandement Boeing E-4 par l'USAF[4].
- 13 novembre : premier vol de l’avion de transport nippo-américain Fuji/Rockwell Commander 700 (en) depuis Utsunomiya.
- 15 novembre : premier vol initial du prototype de l'avion de guerre électronique General Dynamics EF-111A Raven. Il s'agit d'un F-111A (66-041), modifié avec un sous-système de brouillage AN/ALQ-99 (en)[5].
- 23 novembre : premier vol du planeur ouest-allemand Alexander Schleicher ASW 19.

### Décembre
- 26 décembre : Aeroflot commence des liaisons à vitesse supersonique avec le Tupolev Tu-144. Transportant du fret et du courrier, il parcourt environ 3 000 km en 1 h 59[4].